# Station Dompierre
Station Dompierre is een spoorwegstation in de Franse gemeente Dompierre-sur-Helpe.